# Brnění Ferdinanda I. Habsburského
Brnění císaře Ferdinanda I. je plátová zbroj vytvořená norimberským zbrojířem Kunzem Lochnerem v roce 1549 pro budoucího Ferdinanda I., císaře Svaté říše římské. Tato zbroj je jednou z několika, které byly pro císaře Ferdinanda vyrobeny během válek reformace a konfliktů s Osmanskou říší. Odborníci se domnívají, že bohatě zdobené, avšak plně funkční brnění symbolizuje a dokumentuje roli habsburských katolických panovníků jako válečníků na doslovných i ideologických bojištích Evropy.

## Symbolika

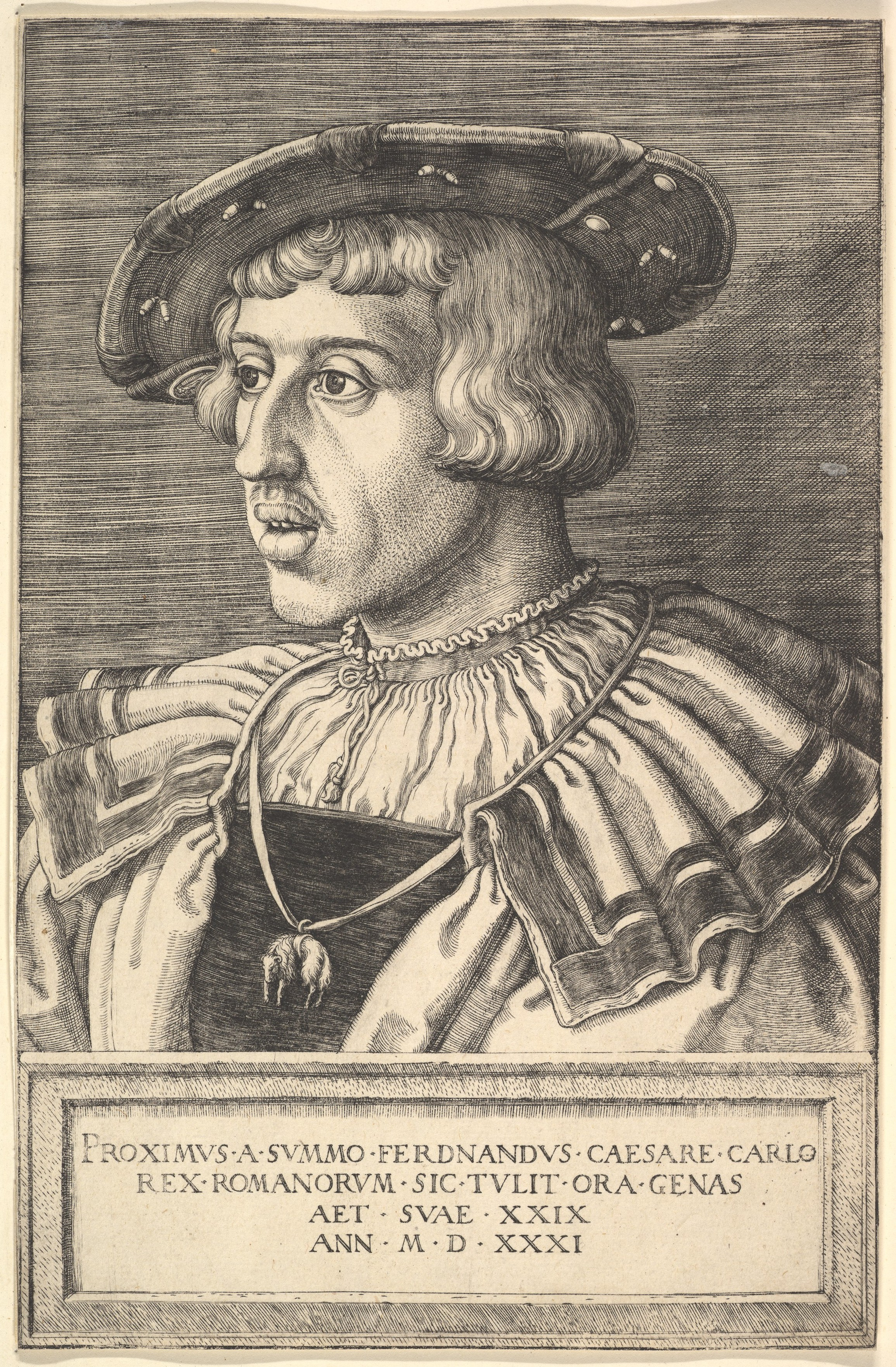
Rytina Ferdinanda I. od Barthela Behama

Brnění je bohatě zdobeno rytinami s náboženskou symbolikou. Na hrudním plátu dominuje vyobrazení Madony s dítětem jako Ženy oděné sluncem stojící na půlměsíci, což odráží podobný motiv na brnění jeho bratra Karla V. uchovávaném v Královské zbrojnici v Madridu.
Na zadním plátu se nachází křesadlo (vyzařující jiskry), což je burgundský symbol zavedený Filipem Dobrým. Tento motiv je umístěn na ondřejském kříži z větví pod vyobrazením svatých Petra a Pavla v architektonickém rámci.
Brnění je plně funkční polní zbroj (feldküriß nebo feldharnisch) určená k vojenskému použití, nikoli pouze jako slavnostní zbroj. Rytinová technika umožnila složité zdobení bez narušení ochranné funkce brnění.
Ferdinandova tehdejší pozice jako římského krále (následníka trůnu svého bratra Karla V., císaře Svaté říše římské) je symbolizována korunovanou dvouhlavou říšskou orlicí (Reichsadler) na špičkách bot (sabatony), které chrání jeho nohy.
Brnění je jasně označeno razidlem s písmenem „N“ pro Norimberk a městským znakem s polovičním orlem. Letopočet 1549 je vyrytý třikrát v rámci dekorací. Fantastické postavy uspořádané do tří pásů napodobujících španělský kabátec (dublet) a ornamenty vyplněné tritony a dalšími mytickými tvory naznačují, že autorem brnění je Kunz Lochner.

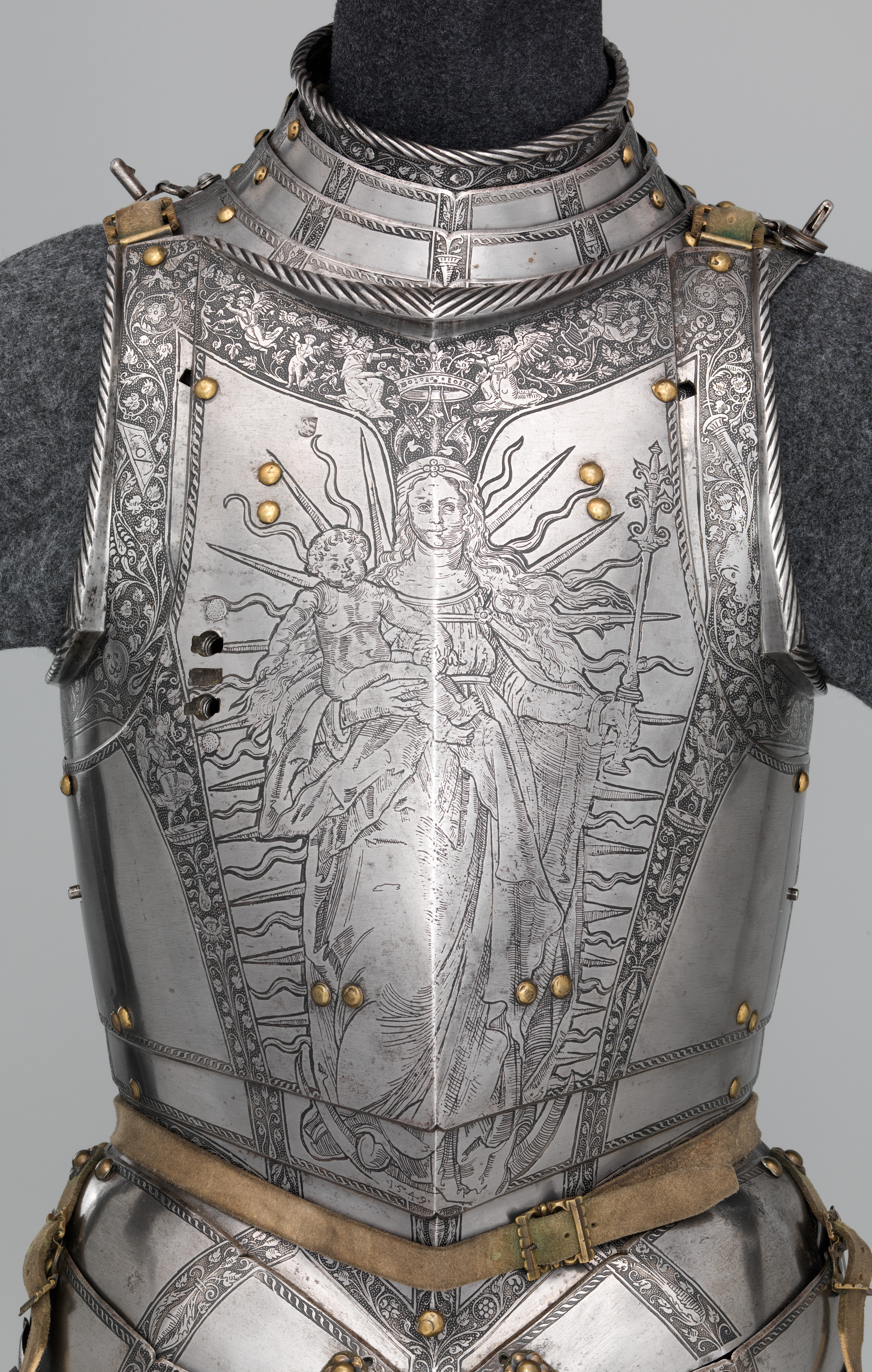
Hrudní plát
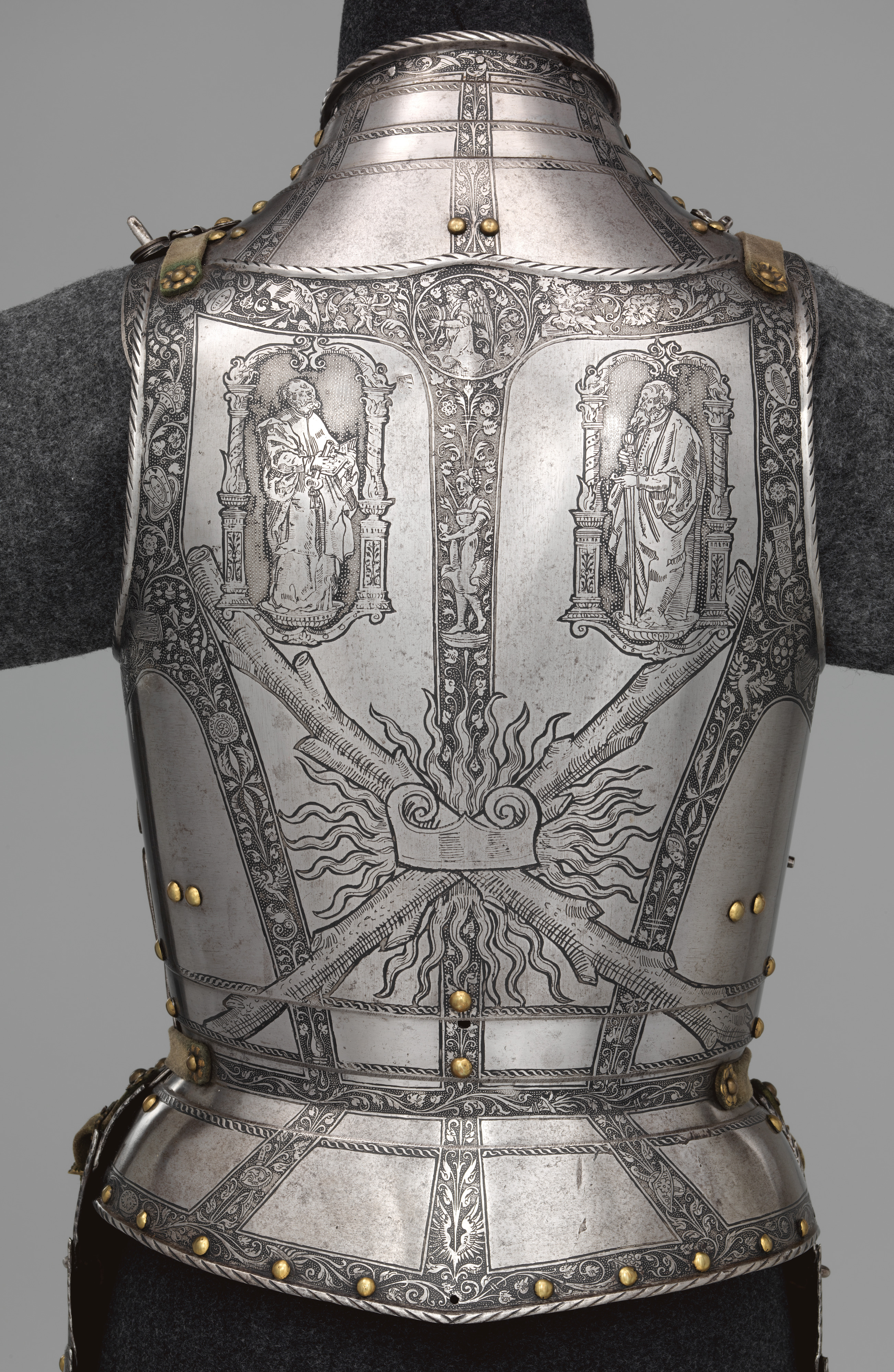
Zadní plát
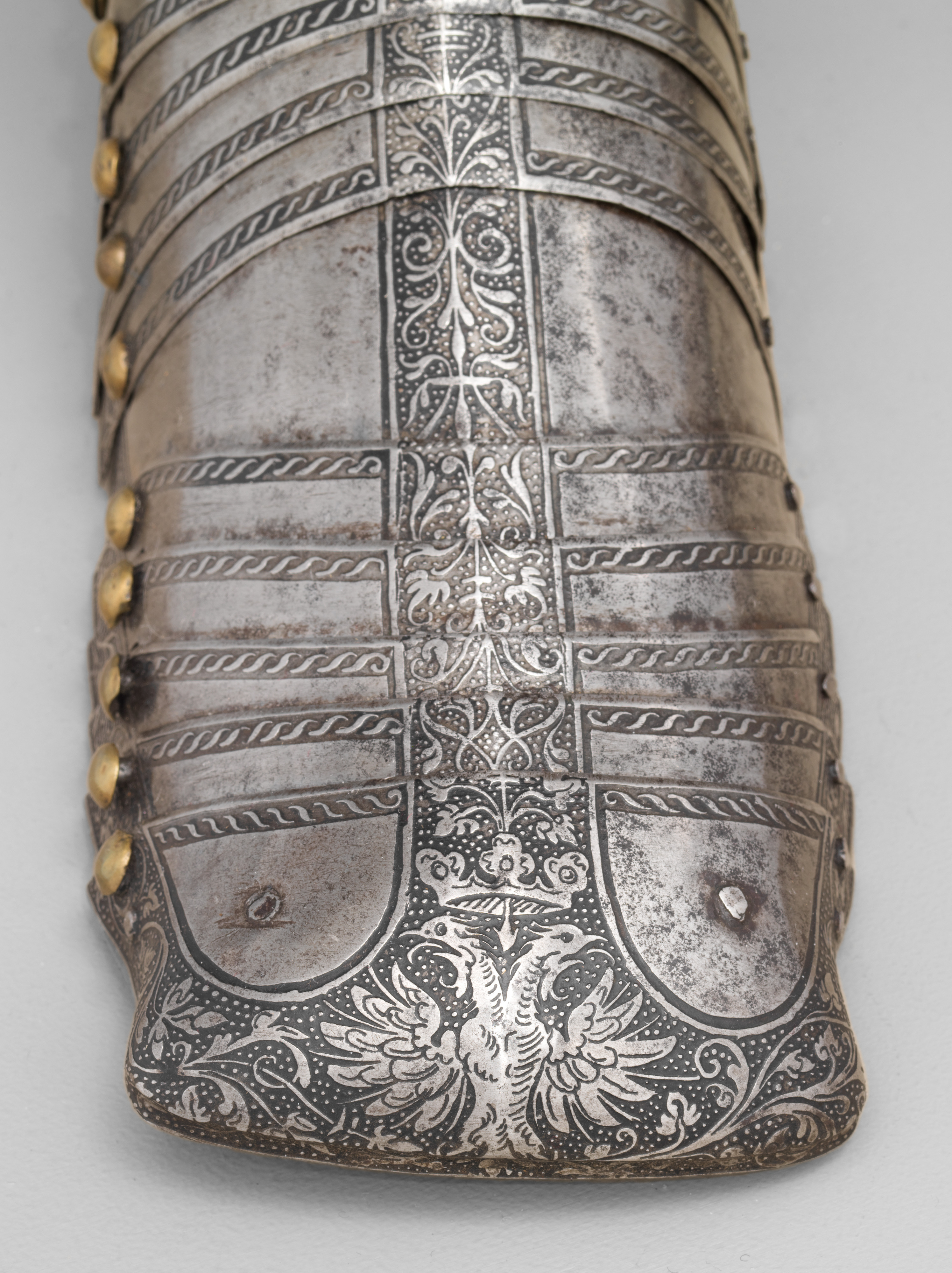
Sabaton

## Původ

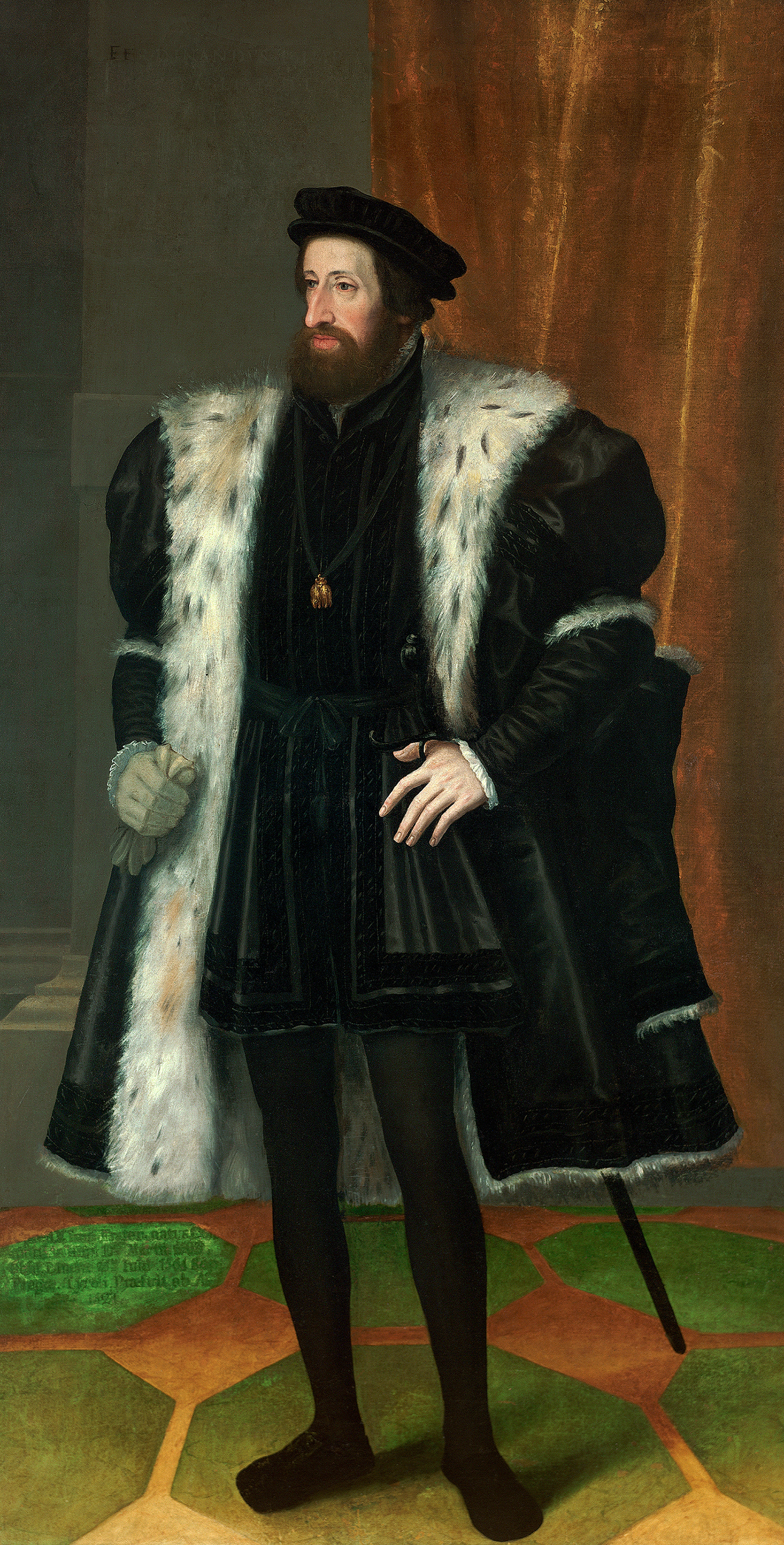
Ferdinand I.

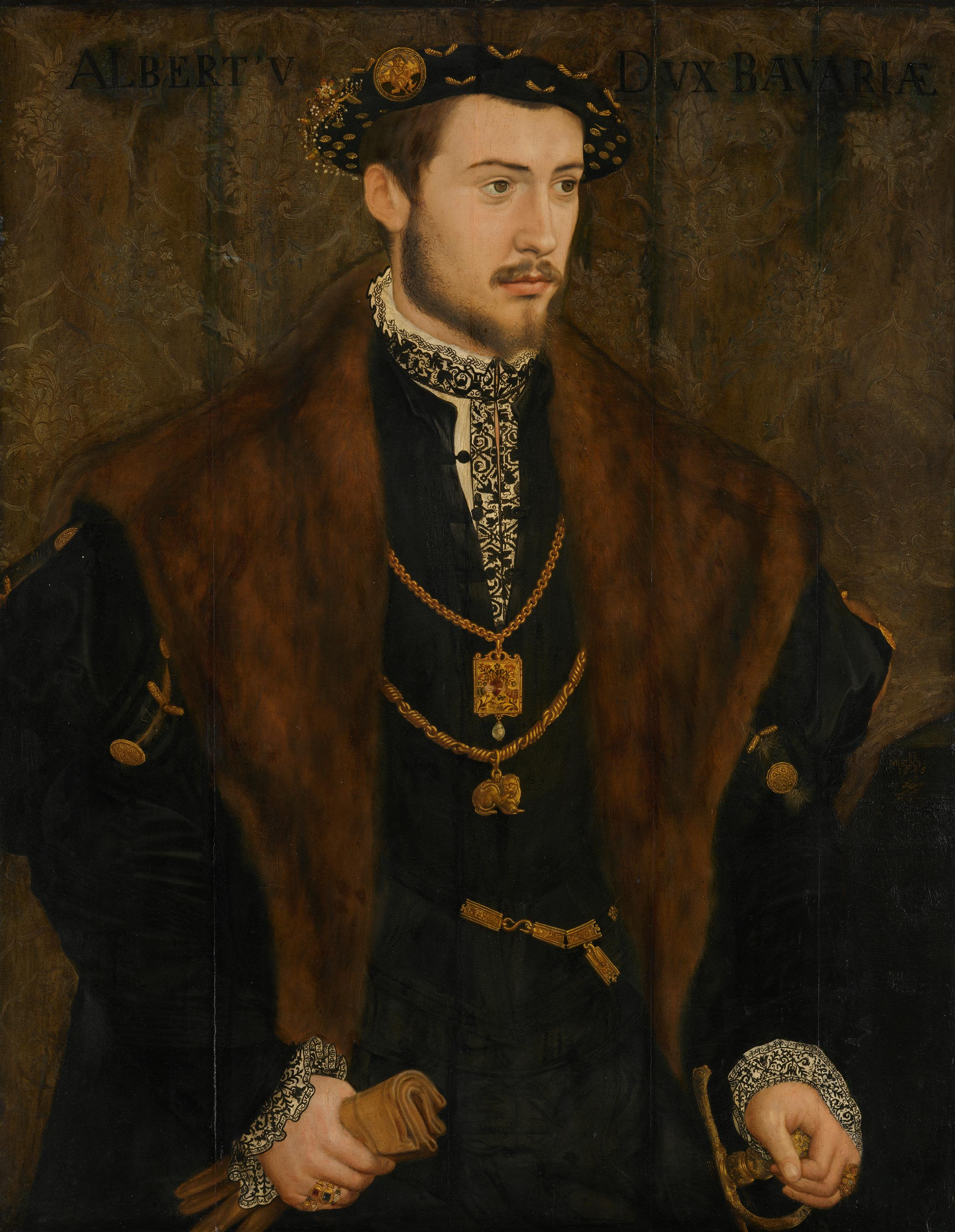
Brnění bylo po mnoho let mylně považováno za majetek Ferdinandova zetě, Albrechta V. Bavorského

V 19. století získal tuto zbroj německý sběratel, hrabě Franz z Erbach-Erbachu (kolem této doby k ní byla přidána neoriginální burgonetová přilba). Následně bylo brnění považováno za majetek vévody Albrechta V. Bavorského, zetě Ferdinanda I. Brnění zůstalo v držení hraběte Franze a jeho dědiců na Erbašském zámku, než se stalo součástí sbírek Metropolitního muzea umění.
Identifikace brnění jako majetku Ferdinanda I. byla poprvé provedena ředitelem zbrojnice Kunsthistorisches Museum. Důkazem byl drobný vzrůst a relativně malá výška nositele (maximálně 170 cm), jeho rovná záda, útlý pas a dlouhé ruce. Dalším klíčovým znakem byla podoba s dalšími Ferdinandovými dochovanými zbrojemi a zejména říšská orlice (Reichsadler) na špičkách sabatonů.
Při původní mylné identifikaci s Albrechtem V. se předpokládalo, že mu brnění patřilo v mládí, protože v pozdějších letech výrazně přibral. Albrecht byl také členem Řádu zlatého rouna, což vedlo k interpretaci císařské insignie jako symbolu jeho sňatku s Ferdinandovou dcerou.